# 洛克达因公司

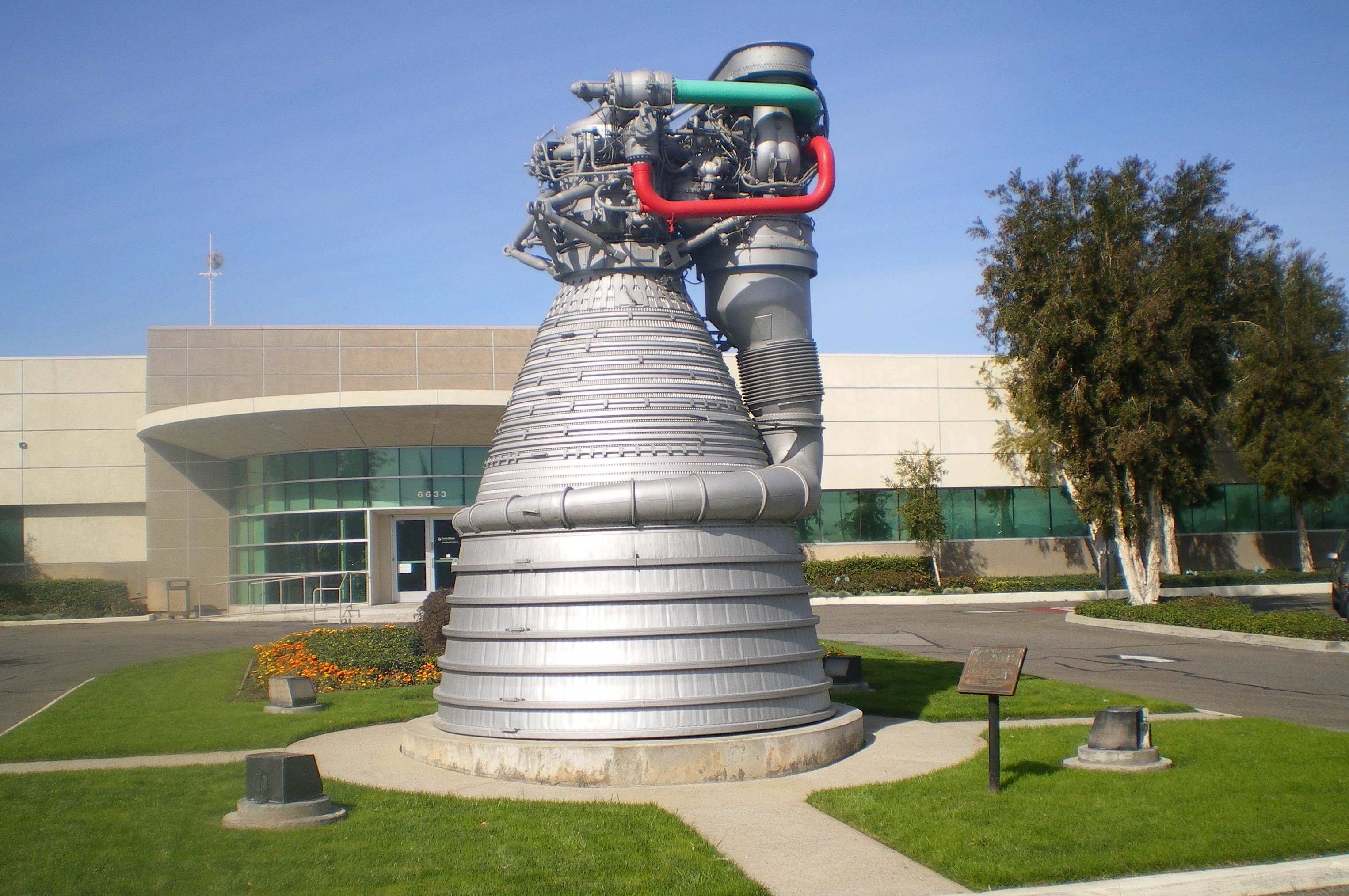
普惠公司的洛克达因分部

普莱特和惠特尼洛克达因公司（Pratt & Whitney Rocketdyne, Inc.，以下简称洛克达因）是美国的一家主要从事液体燃料火箭发动机设计研发的公司。洛克达因总部位于加利福尼亚州卡诺伽园，公司是联合技术公司全资子公司普惠旗下的一个部门。 其试验基地位于西棕榈滩、汉茨维尔、肯尼迪航天中心和斯坦尼斯航天中心。

## 历史
公司最早由北美航空组建，1967年，北美航空，洛克达因公司和洛克维尔公司合并组成了北美航空洛克维尔公司，随后，成为了洛克维尔公司的一部分。数十年之后的1996年，洛克维尔公司的航天部门被波音公司买下，2005年2月，波音公司与普惠公司达成协议，出售当时称为洛克达因推进动力公司。交接事务于同年8月2日全部完成。
二战刚刚结束，北美航空就成立了洛克达因公司来研究德国的V2火箭，并试图改造导弹的发动机，使之服务于汽车工程师协会（SAE）。洛克达因也用同样的研究方法将火箭的燃烧室分离出来，并为纳瓦霍导弹计划设计了尺寸更大的发动机。在1940年代，这项研究被普遍认为没有用处，因而只得到很少资金支持，直到朝鲜战争的爆发才改变了局面。然而纳瓦霍导弹的研制一连遇到很多难题，以致该计划在50年代后期被迫取消。取而代之的是红石导弹的研制（实际上是尺寸更大的V2火箭）。然而洛克达因的A-5或NAA75-110发动机比专为红石导弹研制的发动机更可靠，于是红石导弹计划顾不得射程缩短而采用A-5发动机并重头设计。当导弹投入生产后，北美航空在1955年将洛克达因公司分离出去。
洛克达因接下来的任务是重头设计一个被称作S-3D的全新的发动机，此款发动机被用在了V-2的一系列衍生导弹上。其后的S-3发动机装备在红石导弹的升级版木星导弹上，后来又被威力更大的PGM-17雷神导弹选用。公司的一款更大功率的发动机LR89/LR105被用在擎天神导弹上。雷神导弹的军事生涯短暂，但它的衍生版本在五六十年代被用来发射了许多卫星，其中一款“雷神三角洲”成为当前的德尔塔系列运载火箭的设计底稿，尽管60年代后期，德尔塔系列已经发展到和雷神系列完全没有共同之处了。原先的S-3发动机仍使用在一些德尔塔系列火箭上，但该系列普遍使用的还是升级后的RS-27发动机。原始版本还被用来替换擎天神上的发动机组。
擎天神导弹的用于军事的时间也不长，但擎天神系列運載火箭在接下来的几十年里却成为了重要的轨道运载工具。即服务于水星计划的载人飞船，也改造成擎天神-阿金纳火箭和擎天神-半人马座火箭。擎天神五号至今还在生产使用。
洛克达因也是NASA的主要发动机供应商，提供了用于土星火箭的大部分发动机。其中H-1发动机用在土星一号助推器第一级，总共八台发动机。F-1发动机用在了土星五号的第一级（S-IC），五台J-2发动机驱动火箭的第二级（S-II），一台J-2驱动第三级（S-IVB）。到1965年，美国火箭所使用的发动机绝大部分都由洛克达因提供，仅泰坦系列除外，公司的员工也增加到65000人。70年代，公司又签下了航天飞机主发动机的供货协议，但军事和民用市场的萎缩使公司的发展速度有所放缓。北美航空成为航天飞机制造商之后，几乎把全部人力投入航天飞机制造。1966年，北美航空与洛克维尔合并成立了北美航空洛克维尔公司，数年之后改名为洛克维尔公司（Rockwell International），而将洛克达因作为一个最大的分部。
随着80年代和90年代市场规模不断缩水，洛克维尔被迫分离从前属于北美航空的部门。先是在1980年将专用航空部门分离，1983年分离佩刀客机公司（Sabreliner business jet）。1996年，北美航空剩余的部门随着洛克达因公司一起出售给波音公司。随后，洛克达因一直效力于波音综合国防系统集团，直到2005年5月2日被普惠公司购买。 截止2007年，公司的主席是吉姆·脉泽（Jim Maser）前任主席是拜伦·伍德（Byron Wood）
公司除了主营火箭发动机外，还研发发电和控制系统。包括早期核电站试验，放射性同位素热电源(RTG)以及太阳能电池板（主要为国际空间站供货）。公司整体出售给普惠公司后，这些部门划归普惠公司另一个子公司汉胜公司。

## 圣苏珊娜野外实验室
洛克达因公司的许多发动机和发电设备的试验都是在圣苏珊娜野外实验室(SSFL)进行的，实验室座落于加利福尼亚州的文图拉县西米谷，在洛杉矶的西北，接近公司位于卡诺伽园的总部所在。大量的火箭推进剂试验和一些有毒化学物质严重污染了这里的土壤，另有指控称公司核废料处理不当。
1959年7月16日，洛克达因在实验室进行的一项液态金属冷却反应堆试验发生了炉心融合事件，这是核电应用史上的第一次，且可能导致核泄露。其长期影响和减灾措施还在讨论争议之中。
洛克达因出售给普惠公司时，这座实验室不包括在内，目前仍为波音公司所有。

## 火箭发动机列表
- H-1 (RP-1/LOX) 用于土星一号, 土星一号B, PGM-19木星，水星计划以及部分三角洲系列火箭。
- F-1 (RP-1/LOX) 用于土星五号。
- J-2 (LH2/LOX) 用于土星一号B和土星五号。
  - J-2X (LH2/LOX) 升级版的J-2发动机将用于载人的航天飞机衍生运载器战神一号和无人重型火箭战神五号。
- RS-25 (LH2/LOX) 航天飞机和太空發射系統的主发动机，洛克达因内部称之为RS-24。
- RL-10 (LH2/LOX) 在美国机械工程师学会上具有里程碑意义，用于土星一号，三角洲 IV上面级，半人马座，擎天神五号，泰坦火箭以及垂直升降的DC-X。也将服务于牵牛星号月球着陆器。
- RS-68 (LH2/LOX) 用于三角洲 IV的第一级，也将用于战神五号。该发动机也被提议用于独立研制的DIRECT 2.0中替换发射系统。
- XRS-2200 (LH2/LOX) 即线性气动发动机，专为洛克马丁的X-33单级入轨方案设计。
- RS-27A (RP-1/LOX) 用于三角洲 II/三角洲 III和擎天神洲际导弹。
- RS-83专为NASA的太空运载计划（已取消）设计。